# Aquila de Sinope
Pour les articles homonymes, voir Aquila.
Aquila fut un traducteur de la Bible du IIe siècle.
Natif de Sinope dans le Pont, il accompagne l'empereur Hadrien, avec qui il était probablement lié par mariage, dans son voyage oriental. Vers 130, alors qu'ils se trouvent à l'emplacement de Jérusalem détruite, le souverain décide de reconstruire la ville sous le nom d'Ælia Capitolina et confie à Aquila la supervision des travaux.
Aquila se convertit peu après au judaïsme nazôréen et il n'est pas exclu qu'il approfondisse sa connaissance du judaïsme sous la direction de rabbi Akiba peu de temps avant le déclenchement de la révolte de Bar Kokhba, en 132, probablement déclenchée par la décision d'Hadrien de créer Ælia Capitolina .Tous les juifs, y compris les nazôréens dont Aquila, sont alors expulsés de Jérusalem.
Jérusalem a alors pour la première fois un évêque chrétien non circoncis et rattaché à la « Grande Église »: Marc de Césarée. Il rassemble probablement une petite communauté de chrétiens non-juifs autour de lui. Cette communauté ne tarde pas à entrer en conflit avec Aquila, car elle le trouve probablement trop juif. Il est excommunié sous le prétexte qu'il refuserait d'abandonner la pratique de l'astrologie. On lui reproche aussi d'avoir voulu démontrer que Jésus était né de Joseph et de Marie au lieu de reconnaître qu'il était né miraculeusement de la seule Marie.
Selon Épiphane de Salamine, il se met alors à apprendre l'hébreu, puis il traduit la Bible en grec après 140. Cette traduction est dite avoir eu longtemps une grande autorité auprès des Juifs et avoir même  été préférée par eux à celle des Septante. Mais du côté chrétien il reste accusé par Irénée de Lyon et Épiphane de chercher à contredire la naissance virginale de Jésus de Nazareth, divergence très classique entre la « Grande Église » et les nazôréens-ébionites.
Cela n'empêche pas Origène d'utiliser sa traduction, comme l'une des versions de ses Hexaples dont il ne reste que des fragments.
La question de savoir s'il est aussi le  traducteur de la Bible en araméen, appelé Onkelos (le prosélyte) dans le Talmud, est débattue, bien qu'un consensus semble se dessiner pour distinguer les deux personnages. Dans les passages parallèles du Talmud de Babylone le nom de cet auteur du Targoum Onkelos prend la forme latine Aquila. Pour les critiques qui identifient Onkelos et Aquila de Sinope, il est le fils de la fille de l'empereur Vespasien appelée Domitilla la Jeune avec Kelomenos.

## Éléments de biographie
Aquila de Sinope est un prosélyte du judaïsme florissant à partir de 129-130,. On ne connaît pas l'exacte période de sa vie. Elle peut être située au milieu du IIe siècle ou dans sa seconde partie. C'était un gentil de naissance originaire de la ville de Sinope, une colonie romaine du Pont. L'essentiel de ce que nous connaissons sur Aquila de Sinope vient d'Épiphane de Salamine qui lui consacre une longue notice dans son Traité des poids et mesures. Il vivait à l'époque de l'empereur Hadrien auquel il était lié par mariage,. Il était probablement son beau-frère,,,,.
Hadrien l'a établi « surveillant des travaux de construction de la ville » lors de son passage à Jérusalem. Selon Épiphane, au moment de sa désignation comme bâtisseur de la nouvelle ville, Aquila accompagnait l'empereur en tant qu’interprète. C'est probablement en 130 qu'en visitant Jérusalem, Hadrien l'a refondée sous le nom de Aelia Capitolina, alors qu'il était en route vers l'Égypte,. Épiphane indique qu'Aquila est « devenu connu » la douzième année d'Hadrien (129-130), ce qui correspond à ce grand voyage. Il dit aussi qu'il s'est converti au christianisme sous l'influence de « ceux qui étaient revenu de Pella. » C'est ainsi que les Pères de l'Église désignent les descendants de l'église de Jérusalem qui ont survécu à la Grande révolte juive de 66-73, parce qu'ils s'étaient réfugiés dans cette ville de la Décapole,. Ils sont revenus à Jérusalem vers 73, sous la conduite de Siméon de Clopas,, un cousin de Jésus, lui aussi mort crucifié par les Romains, en 107/108, ou en 115-117. Il s'agit des héritiers du mouvement nazôréen directement créé par Jésus,. Les Pères de l'Église indiquent que leurs évêques étaient tous des juifs circoncis. Après le déclenchement de la révolte de Bar Kokhba (132), tous les Juifs, toutes tendances confondues sont expulsés de la ville. Les survivants du mouvement nazôréen créé par Jésus sont expulsés de la ville avec les autres juifs. Selon la tradition chrétienne, c'est après cette expulsion que la ville de Jérusalem aurait eu pour la première fois un « évêque » non-circoncis, un certain Marc, de Césarée maritime. C'est probablement aussi à partir de ce moment que s'est formée pour la première fois une église rattachée à la « Grande Église ».
Il est rapidement entré en conflit avec les représentants de la « Grande Église » présents à Jérusalem et il a été excommunié. Le motif avancé pour son excommunication était son refus d'abandonner l'Astrologie. Une autre critique lui était faite par les Pères de l'Église :  avoir voulu démontrer que Jésus était né de Joseph et de Marie au lieu de reconnaître qu'il était né miraculeusement d'une vierge. Il a même été accusé d'avoir « perverti » le passage qui parle du Messie qui doit naître d'une vierge selon la Septante et d'avoir traduit « jeune-femme », pour pouvoir soutenir ses positions ébionites,. Ces deux critiques et le fait qu'il était circoncis, tendent à montrer qu'il s'agissait d'un Judéo-chrétien qui avait adopté les représentations des Nazôréens qui l'avaient converti.
Le premier auteur à mentionner Aquila est Irénée de Lyon dans Contre les hérésies, il l'associe à « Théodotion d'Éphèse », un autre traducteur de la Bible. Tous deux sont décrits par les hérésiologues chrétiens comme des prosélytes du judaïsme. Théodothion étant qualifié d'ébionite, à moitié chrétien, à moitié juif, par saint Jérôme. En référence au passage controversé du livre d'Isaïe 7:14 qui, selon les chrétiens, prophétise la naissance du Christ d'une vierge, Irénée classe Théodotion, aux côtés d'Aquila de Sinope, dans les « prosélytes juifs » qui traduisent le terme hébreu "almah" par son sens courant de « jeune femme qui n'a pas encore enfanté» et non par « vierge », tout comme les Ébionites,. Ce passage est repris textuellement par Eusèbe de Césarée (H. E. v. 8).
Selon Épiphane, c'est alors qu'il se serait mis à apprendre l'hébreu pour pouvoir traduire la Bible en grec avec le but de changer le passage de la Septante qui permettait à la « Grande église » de soutenir cette naissance virginale de Jésus,. La même histoire est racontée dans le Synopsis Sacrae Scripturae (77) par le pseudo-Athanase et à nouveau par Épiphane dans le Dialogue de Timothée et Aquila. Toutefois, compte tenu de la polémique chrétienne contre Aquila de Sinope, plusieurs détails sont suspects. La tradition rabbinique est en accord avec la tradition chrétienne pour le décrire comme un prosélyte (ha-gēr),. Quelques passages du Talmud font allusion à lui, notamment Meguila 1, 11 et Kiddushin 1, 1. Il y est présenté comme un disciple de Rabbi Yehoshoua et Rabbi Eliezer,.
Vers 180-190, lorsqu'il écrit son livre contre toutes les hérésies, Irénée de Lyon semble le considérer comme un contemporain ou décrit en tout cas la traduction d'Aquila comme relativement récente. Credner a montré que Justin de Naplouse ne cite pas cette version, comme on l'a pensé à un certain moment. D'après Jérôme de Stridon, Aquila aurait publié une seconde version de sa traduction, révisée de la première et rendue plus littérale.

## Aquila et sa traduction de la Bible
Seuls quelques débris de sa traduction, provenant de l'Hexapla étaient connus jusqu'en 1897, où quelques fragments importants du Livre des Rois et des Psaumes — plus de 40 versets en tout — ont été apportés en Angleterre et ont alors été édités, après avoir été identifiés. Autant que nous pouvons en juger, les accusations formulées par des auteurs chrétiens comme Irénée de Lyon, Philastre de Brescia selon lesquelles Aquila aurait perverti les passages relatifs au Messie pour plaire aux Juifs, n'ont pas de fondement. Origène et Jérôme de Stridon donnent toutefois un jugement bien plus positif sur la traduction d'Aquila, reconnaissant la maîtrise du traducteur et sa fidélité au texte hébreu. Eusèbe de Césarée tout comme Irénée, lui reprochent uniquement la « perversion » d'un passage, celui du Messie qui doit naître d'une vierge selon la Septante alors qu'Aquila écrit ici « jeune-fille »,, comme cela semble écrit dans toutes les versions de la Bible en hébreu. En référence au passage controversé du livre d'Isaïe 7:14 qui, selon les chrétiens du courant de la Grande Église, prophétise la naissance du Christ d'une vierge, Irénée classe Théodotion, aux côtés d'Aquila de Sinope, dans les « prosélytes juifs » qui traduisent, tout comme les Ébionites, le terme hébreu almah par son sens courant de « jeune fille » et non par « vierge ». On reconnaît là le célèbre point d'achoppement entre les théologiens de la « Grande Église » et les Nazôréens-ébionites. Ce qui laisse supposer qu'Aquila était un judéo-chrétien, c'est-à-dire ceux que leurs opposants juifs appelaient notsrim (Nazôréens)  et qu'Irénée est le premier à appeler des Ébionites. Irénée et Eusèbe disent d'ailleurs que les Ébionites utilisaient sa traduction pour dire que Jésus était le fils de Joseph,, alors que pour la Grande Église, le père de Jésus est Dieu.

## Aquila de Sinope et Onkelos le prosélyte
La tradition rabbinique est en accord avec la tradition chrétienne pour décrire Aquila comme un prosélyte du judaïsme (ha-gēr),. Il s'agit toutefois d'un juif qui reconnaissait Jésus comme Messie, c'est-à-dire qu'il retenait la position des Nazôréens qui l'avaient converti. Le Talmud de Jérusalem mentionne Aquila, auteur d'une traduction de la Bible en grec où l'on reconnaît Aquila de Sinope (Meguila 01:11, 71c), alors que le passage parallèle du Talmud de Babylone indique que le prosélyte Onqelos traduit la Torah en araméen (Targoum) sous la direction de Rabbi Eliezer et Rabbi Joshua (Meguila 3a). Dans les passages du Talmud de Jérusalem qui font clairement référence à Aquila de Sinope, il y est présenté comme un disciple de Rabbi Joshua et Rabbi Eliezer qui selon le Talmud de Babylone ont aussi dirigé le travail de traduction d'Onqelos, en supposant que ce sont deux personnages différents. Pour Natalio Fernández Marcos, la convergence de ces noms et la similarité avec celui donné à l'auteur du Targoum Onqelos qui a traduit la Torah en araméen a causé une confusion considérable. Dans le Talmud de Babylone et dans la Tosephta des incidents similaires sont décrits pour Onqelos et sont attribués à Aquila dans le Talmud de Jérusalem et dans les midrashim palestiniens.
Outre, cet écheveau de citations talmudiques à démêler et la similarité des noms voire leur identité, puisqu'Onqelos est probablement une déformation du nom romain Aquila, un certain nombre d'éléments communs font penser à certains critiques que Onqelos le Prosélyte et Aquila de Sinope sont un seul personnage. En effet, tous deux sont des prosélytes, tous deux seraient des riches citoyens romains, proches parents de l'empereur — fils d'une sœur de Titus dans un cas, marié à une sœur d'Hadrien dans l'autre —, tous deux sont des traducteurs — de la Torah en araméen pour Onqelos le Prosélyte, de la Bible en grec pour Aquila de Sinope —. De plus, tous deux se sont convertis au judaïsme, ou à une forme de judaïsme pour ce qui concerne Aquila de Sinope. Nombre de rabbins soutiennent donc que les deux traducteurs sont le même personnage, Aquila de Sinope aurait simplement composé le targoum Onkelos après sa traduction de la Bible en grec.
Toutefois, il semble se dessiner un consensus pour dire qu'il s'agit de deux personnages différents. Ainsi Pour l'Encyclopaedia Judaica, il n'y a pas de doute que les deux traducteurs sont deux personnages différents.

### Difficultés chronologiques
Si on prend en compte, l'apprentissage de l'hébreu qu'Aquila entreprend après 130, il est impensable qu'il puisse finir son travail avant 140. Cette date est compatible avec la remarque d'Irénée qui décrit la traduction d'Aquila comme relativement récente lorsqu'il écrit (vers 180-190). Aquila de Sinope effectue donc sa traduction au plus fort de la répression anti-juive qui suit la révolte de Bar Kokhba. Dans cette période, l'observance du shabbat, l'ordination des Rabbins et l'étude de la Torah sont interdits, ce qui entraîne la fermeture des académies rabbiniques. Cela semble difficilement compatible avec le fait que le Targoum Onkelos semble naître dans une académie, celle de Yavné, au tout début du IIe siècle et en tout cas avant la révolte qui débute en 132.
Les sources talmudiques et midrashiques présentent Onqelos comme étant le fils d'une sœur de Titus. La seule sœur de Titus mentionnée dans les sources est Domitilla la Jeune qui est morte vers 65. Cela ne cadre pas trop avec les indications chronologiques dont nous disposons au sujet d'Aquila de Sinope. D'autant plus, que selon le Talmud, Onqelos aurait assuré des funérailles royales à Gamaliel l'Ancien (T.B. Avoda Zara, 11a),, c'est-à-dire qu'il aurait été un adulte vers 50. Ce qui rendrait totalement impossible qu'il soit le même qu'Aquila de Sinope. Toutefois, un certain nombre d'exégètes estiment qu'il y a là une erreur, qui crée un conflit chronologique. Pour eux, il s'agit en fait de Rabban Gamliel de Yavné mort vers 138-140 et cette attestation concernerait Aquila de Sinope.

### Deux traducteurs différents
Après avoir comparé les deux textes, le rabbin Azaria di Rossi (XVIe siècle) a été le premier à estimer qu'Onqelos et Aquila étaient deux personnes différentes parce que leurs traductions étaient beaucoup trop différentes. Il travaillait sur deux versions différentes de la traduction attribuées à Aquila et il s'est aperçu que la seconde était très proche du Targoum Onkelos et très différente de la version préservée par Origène dans l'Hexapla. Il en a donc conclu qu'il y avait confusion entre deux personnages.
Les traductions d'Onqelos et d'Aquila diffèrent totalement. Onqelos recourt à la paraphrase explicative, lorsqu'il en a besoin, tandis qu'Aquila a produit une version extrêmement littérale. Rédigée en araméen, « la version d'Onqelos perpétue la longue tradition d'interprétation pratiquée dans les synagogues ». C'est une exégèse du texte en hébreu qui n'a pas pour but de remplacer l'original. La version d'Aquila en revanche s'adressait aux Juifs de culture grecque qui ne lisaient pas l'hébreu. Elle était destinée à remplacer la Septante.
Les citations par le Talmud de Jérusalem de la traduction d’Aquila font apparaître des différences notables entre les traductions grecque et araméenne, la première affichant, contrairement à la seconde, un parti pris herméneutique de traduire le texte biblique mot à mot, y compris les prépositions grammaticales, aux dépens de la fluidité et du respect de la grammaire grecque.
Toutefois, certains auteurs suggèrent qu'une même personne serait l'auteur de ces deux traductions, la version grecque étant une œuvre de jeunesse tandis que le Targoum araméen serait celle de la maturité. Ce qui reporterait l'écriture du Targoum Onkelos plusieurs décennies après 140, bien après l'Académie de Yavné (90-132), son contexte d'écriture selon les spécialistes.
Depuis Azaria di Rossi (XVIe siècle), des tentatives ont été faites pour démêler la confusion entre Onqelos, le traducteur en araméen et Aquila le traducteur en grec, mais sans parvenir à des solutions satisfaisantes.

## Dans les sources antiques

### Irénée sur Aquila de Sinope
Irénée de Lyon (mort en 202), dénonce « la gnose au nom menteur » en insistant sur le signe de la Vierge d'Isaïe 7, 14 : « On ne saurait dès lors donner raison à certains, qui osent maintenant traduire ainsi l'Écriture : « Voici que la jeune femme (...) ». Ainsi traduisent en effet Théodotion d'Éphèse et Aquila du Pont, tous les deux prosélytes juifs. Ils sont suivis par les Ébionites, qui disent Jésus né de Joseph, détruisant ainsi autant qu'il est en eux cette grande « économie » de Dieu et réduisant à néant le témoignage des prophètes, qui fut l'œuvre de Dieu. »

### Eusèbe sur Aquila du Pont
En ce qui concerne aussi la version, par les Septante, des Écritures inspirées de Dieu, voici ce qu'il (Irénée de Lyon) dit en propres termes : « Dieu donc se fit homme, et le Seigneur lui-même nous sauva en nous donnant le signe de la vierge, mais non pas comme le disent quelques-uns de ceux qui osent maintenant changer l'interprétation de l'Écriture : «Voici que la jeune fille aura dans son sein et enfantera un fils », comme traduisent Théodotion d'Éphèse et Aquila du Pont, tous deux prosélytes juifs, à la suite desquels les Ébionites disent qu'il est né de Joseph. »

### Épiphane de Salamine
L'essentiel de ce que nous connaissons sur Aquila de Sinope vient d'Épiphane de Salamine qui lui consacre une longue notice dans son Traité des poids et mesures. Des informations sont aussi présentes dans son Dialogue de Timothée et Aquila.

### Autres sources chrétiennes
Le Chronicon Paschale attribué au pseudo-Athanase.

### Le Talmud
Il existe probablement quelques mentions se rapportant à Aquila de Sinope dans les deux Talmud. Toutefois, la distinction avec celles qui se rapportent à Onqelos le prosélyte n'est pas encore consensuelle. Quelques passages du Talmud de Jérusalem font clairement allusion à lui, notamment Meguila 1, 11 et Kiddushin 1, 1,.